# Велезо
Велезо (итал. Veleso) је насеље у Италији у округу Комо, региону Ломбардија.
Према процени из 2011. у насељу је живело 216 становника. Насеље се налази на надморској висини од 845 м.

## Становништво
| 1931. | 1936. | 1951. | 1961. | 1971. | 1981. | 1991. | 2001. | 2011. |
| ----- | ----- | ----- | ----- | ----- | ----- | ----- | ----- | ----- |
| 660   | 667   | 609   | 464   | 377   | 284   | 235   | 297   | 274   |